# 세이아이추코마에역
세이아이추코마에역(일본어: 聖愛中高前駅)은 일본 아오모리현 히로사키시에 위치한 고난 철도 고난 선의 철도역이다. 단선 승강장 1면 1선의 구조를 갖춘 지상역이다.

## 역 주변
- 아오모리 현립 히로사키 실업 고등학교
- 학교 법인 히로사키 학원 세이아이 중학교 · 고등학교

## 역사
- 1973년 12월 1일 : 조난역으로서 개업.
- 2006년 4월 1일 : 일부 시간대로 무인화.
- 2008년 9월 1일 : 세이아이추코마에역으로 개칭.
- 2009년 4월 1일 : 종일 무인화.

## 인접 역
| 고난 철도 오와니 선 | 고난 철도 오와니 선 | 고난 철도 오와니 선                      |
| ------------------- | ------------------- | ---------------------------------------- |
| 지토시 오와니 방면  | ■ 오와니 선         | 히로사키가쿠인다이마에 주오히로사키 방면 |